# Zaragozai ferde torony
A spanyolországi Zaragozában található ferde torony (más néven Torre Nueva; a spanyol kifejezés jelentése: új torony) évszázadokon át a város egyik jelképe volt, 1892-ben azonban lebontották.

## Története
Egy zaragozai óratorony építésének ötlete 1504. augusztus 22-én született meg, az elképzelést II. Ferdinánd aragóniai király is elfogadta. A munkával Gabriel Gonvao építészt és Juan de Sariñena, Ince de Gali, Ezmel Balladaz mestereket, valamint egy Monferriz nevű mestert bízták meg. Az építkezés, amelynek költsége 4688 libra jaquesa és 10 sueldo volt, 15 hónapig tartott. Két harangját 1512-ben öntötte Jaime Ferrer.
A 19. század elején, amikor a spanyol és a francia seregek Zaragozánál harcoltak, a tornyot őrtoronyként is használták, mivel innen jól be lehetett látni az egész várost és környékét. Később romantikus útleírások és számos metszet született róla, majd amikor a fényképezés technológiáját kifejlesztették, néhány fénykép is.
1846. december 27-én erős vihar csapott le a városra, amely súlyos károkat okozott az építményben. A torony szomszédságában elhelyezkedő épületek tulajdonosaiban egyre növekedett a félelem, hogy egyszer rájuk fog dőlni, ezért elkezdték sürgetni a lebontását. 1860-ban José de Yarza y Miñana községi építész kívül-belül megerősítési munkálatokat végzett a torony alsó részén, de sokáig ez sem hallgattatta el a lebontást szorgalmazó hangokat, és bár létrejött egy neves személyekből álló olyan testület is, amely meg kívánta menteni az épületet, végül 1892. február 12-én a városvezetés a lebontás mellett döntött. A hivatalos közlönyben a döntés július 16-án jelent meg, és nemsokára meg is kezdődtek a munkálatok, de előtte még egy ideig megnyitották a városlakók előtt, hogy utoljára felmehessenek a toronyba és megcsodálhassák belőle a kilátást. Az emberek a lebontott épület tégláit is megvásárolhatták emlékbe.
Ma a toronyra egy falfestmény emlékeztet, valamint a San Felipe téren egy fémből készült szobor, ami egy földön ülő, a torony egykori helyére felnéző fiút ábrázol.

## Leírás
A torony Zaragoza belvárosában, egy szűk téren (a San Felipe téren), a város egykori római falától mindössze néhány méter távolságra állt. Alaprajza nyolcszögű volt, átmérője 45 láb, falvastagsága 15 láb volt. Teljes magassága 312 láb volt, ebből a talajtól számítva 10 lábig függőleges volt, utána azonban 210 lábig ferde volt, és efelett ismét függőleges.

## Képek

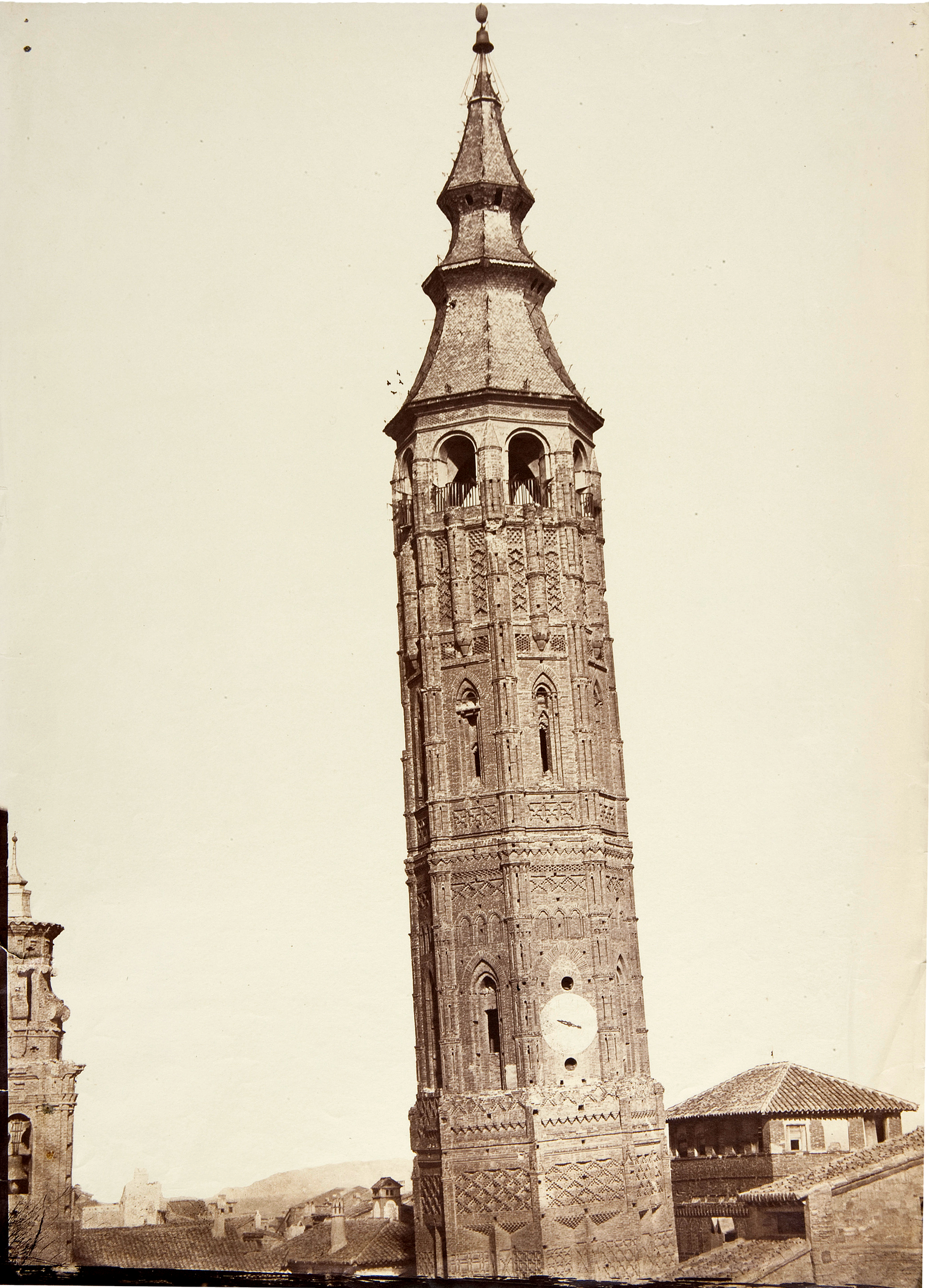
Ábrázolás 1860 körülről
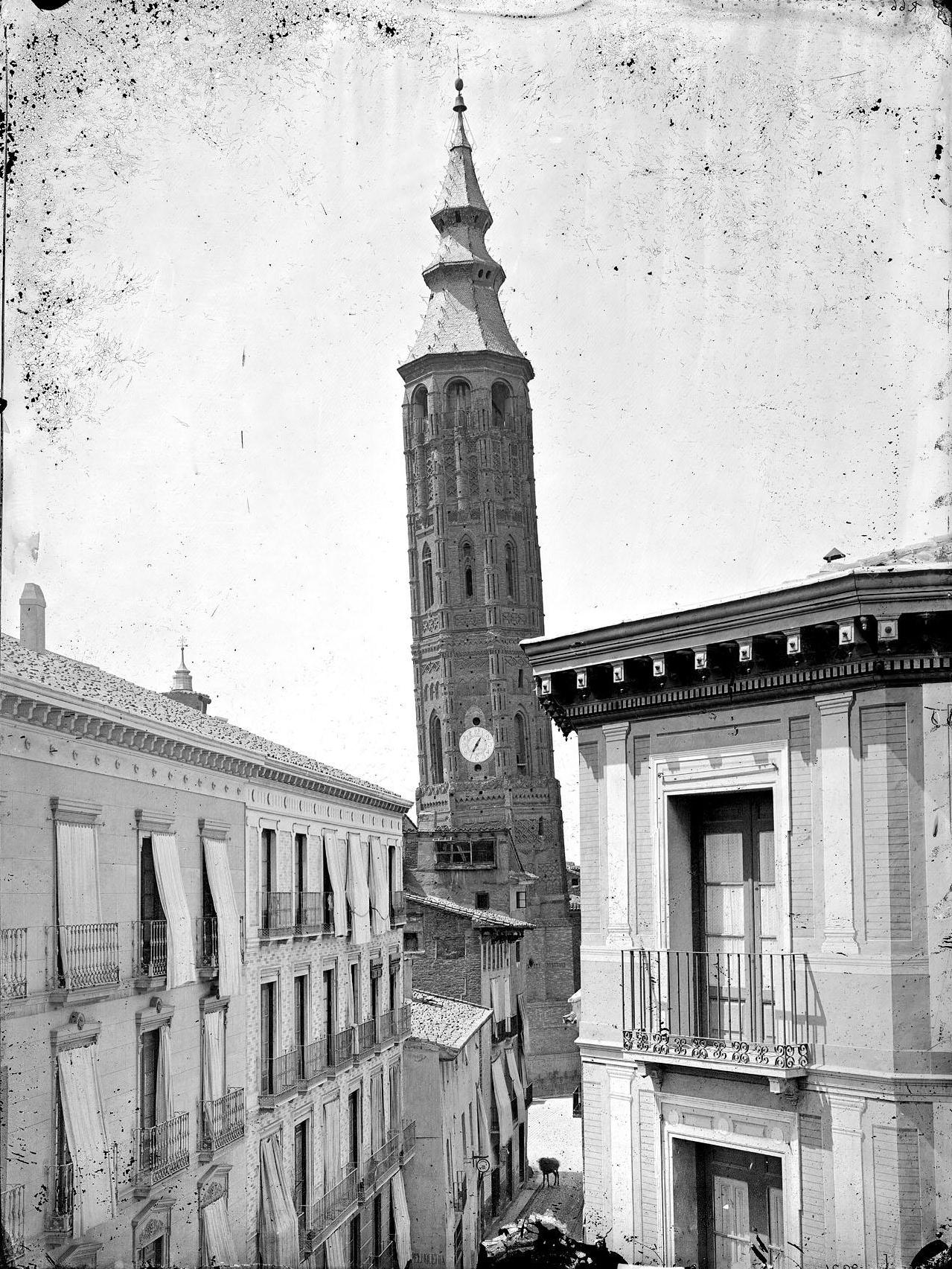
J. Laurent fényképe 1875 tájáról
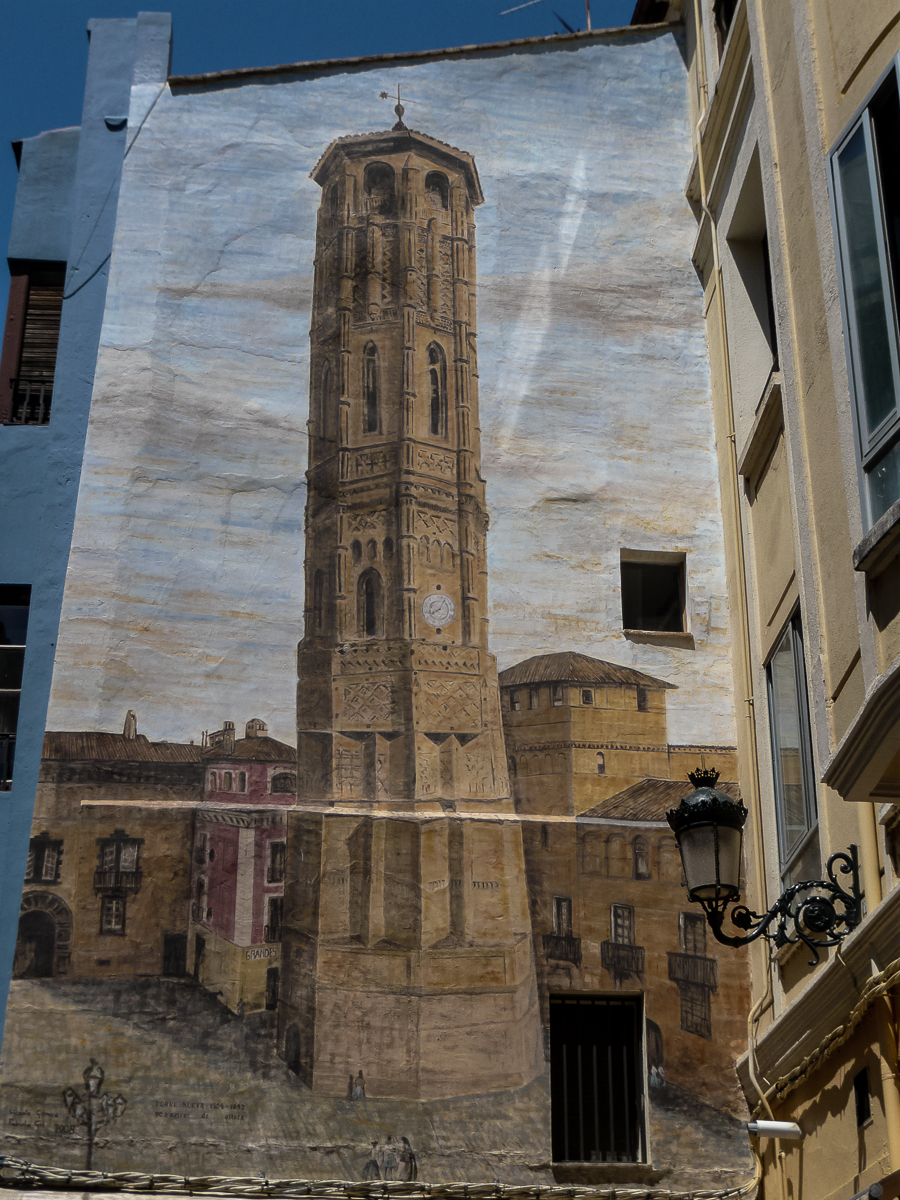
Képe felfestve egy házfalra
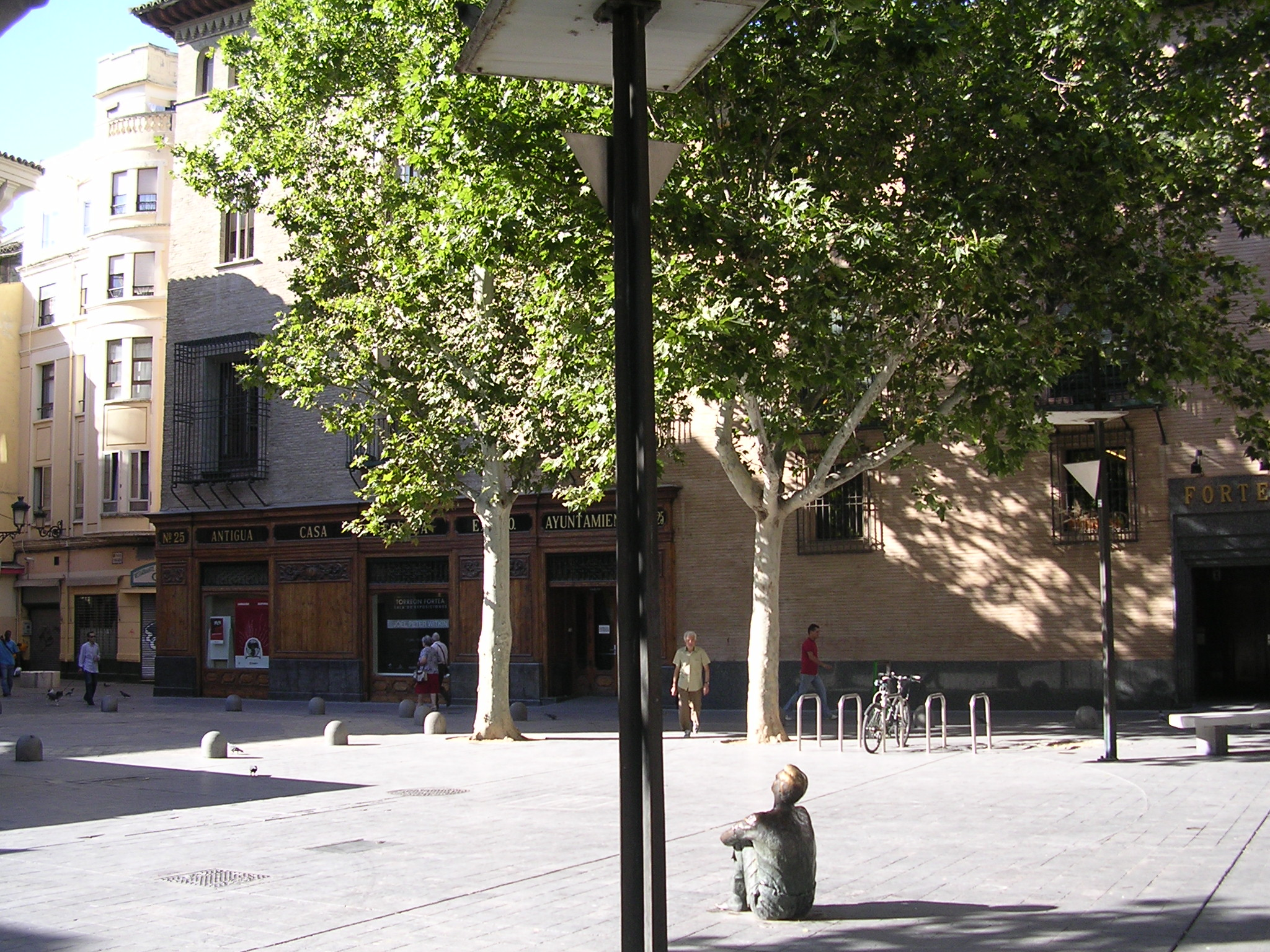
Emlékmű a torony helyén